# Joseph Nieriker
Pour les articles homonymes, voir Nieriker.
Joseph Nieriker, né le 12 mai 1828 à Baden, et mort le 21 avril 1903 dans la même commune, est un dessinateur, lithographe et un graveur suisse.

## Biographie
Joseph Nieriker est né le 12 mai 1828 à Baden. Fils de Jacob Coelestin et d'Helena Gsell, il est un élève du lithographe Johann Friedrich Hasler à Baden, puis entre 1847 et 1850, il fréquente l'académie des beaux-arts de Munich.
Il meurt le 21 avril 1903 dans sa commune natale.